# Equoterapia

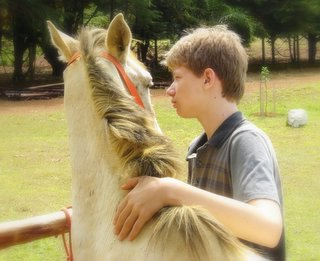
Relação entre cavalo e homem

Equoterapia é um método terapêutico e educacional, que utiliza o cavalo dentro de uma abordagem multidisciplinar e interdisciplinar, nas áreas de saúde, educação e equitação, buscando o desenvolvimento biopsicossocial de pessoas com deficiências e/ou necessidades especiais. Conceito da ANDE-BRASIL, 1999.

## Princípios básicos da equoterapia (no aspecto motor)

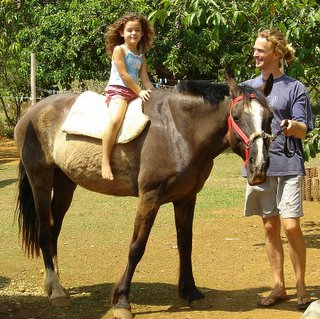
o prazer de montar

A andadura do cavalo imprime movimentos tridimensionais, ou seja, em três eixos distintos para cima e para baixo, para um lado e para outro e para frente e para trás, que são estímulos somatossensorial, proprioceptivos e vestibulares para o praticante cavaleiro.
- Desenvolver o controle postural do praticante pelo estímulo à via dos substratos do controle motor local.
- Desenvolver o equilíbrio do praticante pelo estímulo aos substratos de controle motor postural, reações de ajuste, de defesa e de endireitamento corporais.
- Aperfeiçoar o assento do praticante sobre o cavalo pelo estímulo do controle motor global. Nesta fase o praticante aperfeiçoa e aplica feedback/feedforward adquiridos, que o permitem manter-se equilibrado sobre à sela e unir-se coordenada e harmoniosamente aos movimentos do cavalo, desenvolvendo com o animal um conjunto biomecânico melodioso.

## Metas (motoras) a serem atingidas
- A meta terapêutica é chegar ao máximo de função do praticante.
- A meta funcional motora da equoterapia é: desenvolver no praticante, capacidades funcionais que permitam sua independência nas atividades de vida diária.

## Programas de equoterapia

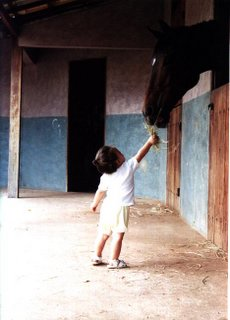
confiança e objetividade

É sabido que cada indivíduo, com deficiência e/ou com necessidades especiais, tem o seu “perfil”, o que o torna único. Isto evidencia a necessidade de formular programas individualizados, que levem em consideração as demandas daquele indivíduo, naquela determinada fase de seu processo evolutivo.
A equoterapia é aplicada por intermédio de programas individualizados organizados de acordo com:
•as necessidades e potencialidades do praticante;
•a finalidade do programa;
•os objetivos a serem alcançados, com duas ênfases:
•a primeira, com intenções especificamente terapêuticas, utilizando técnicas que visem, principalmente, à reabilitação física e/ou mental;
•a segunda, com fins educacionais e/ou sociais, com a aplicação de técnicas pedagógicas aliadas às terapêuticas, visando à integração ou reintegração sócio-familiar.

## Hipoterapia
Programa essencialmente da área de saúde, voltado para as pessoas com deficiência física e/ou mental; é chamado em várias partes do mundo de hipoterapia; a ANDE-BRASIL também adota tal nome para este programa da Equoterapia.
Neste caso o praticante não tem condições físicas e/ou mentais para se manter sozinho a cavalo. Portanto, não pratica equitação.
Necessita de um auxiliar-guia para conduzir o cavalo. Na maioria dos casos, também do auxiliar lateral para mantê-lo montado, dando-lhe segurança.
A ênfase das ações é dos profissionais da área de saúde, precisando, portanto, de um fisioterapeuta, terapeuta ocupacional ou educador físico a pé ou montado, para a execução dos exercícios programados.
O cavalo é usado principalmente como instrumento cinesioterapêutico, ou estimulatório sensorial. Fonte ANDE-BRASIL 2009.
Crianças com disfunção neuromotora frequentemente apresentam grandes dificuldades no controle muscular e postural e como conseqüência dessa condição suas atividades funcionais e exploração do ambiente tornam-se deficitárias.
Múltiplos fatores têm influenciado o aumento da incidência da Disfunção Neuromotora no Brasil e no mundo. O avanço tecnológico, por exemplo, vem propiciando que cada vez mais crianças tenham índices de sobrevida maior após graves intercorrências durante sua gestação e outras durante ou após o parto. Outro fator relevante diz respeito à maternidade
Com o tempo, o planejamento da gestação propiciou as mulheres o poder de escolha. A gradativa ocupação dos espaços que outrora pertenciam somente aos homens fez com que a maternidade fosse postergada, contribuindo com a concepção em idade avançada (após 35 anos) e em muitas situações pelo avanço da idade fértil, somente propiciada através das técnicas de reprodução assistida que incidem em gestação gemelar em 45% dos casos e 7% em trigêmeos ou mais, aumentando percentualmente os riscos gestacionais incluindo a prematuridade.Porem as piores complicações do parto tende a acometer meninas com menos de 15 anos. A mãe adolescente tem maior morbidade e mortalidade por complicações da gravidez, do parto e do puerpério. A taxa de mortalidade é duas vezes maior que entre gestantes adultas. A incidência de recém nascidos com baixo peso de mães adolescentes é duas vezes maior que em recém nascidos de mães adultas, e a taxa de morte neonatal é três vezes maior. Entre adolescentes com 17 anos ou menos, 14% dos nascidos são prematuros. Em 2000, segundo Raquel Foresti, foram realizados 689.000 partos de adolescentes no Brasil, o equivalente a 30% do total dos partos do país. Hoje são mais de 700.000 partos de adolescentes por ano, o que vem contribuindo no índice de recém nascidos acometidos por lesões do Sistema Nervoso Central, devido às condições de assistência pré e perinatal serem satisfatórias apenas a uma parcela da população.
Assim a prevalência de seqüelas neurológicas em nosso meio tem mostrado-se bastante elevada, requerendo atenção especial dos profissionais envolvidos nas áreas da reabilitação neuropediátrica.
Sabemos que não existe cura para a Disfunção Neuromotora por conta disto novas tecnologias e recursos estão sendo desenvolvidos por todo o mundo buscando uma melhor qualidade de vida para os portadores dessa condição.
A interferência da maturação normal do cérebro, presente no paciente portador de Disfunção Neuromotora, ocasiona um atraso nas etapas do desenvolvimento motor e propicia a presença de padrões posturais e de movimento anormais, conseqüentes a um tônus anormal. Observamos alterações no alinhamento biomecânico devido ao encurtamento de grupos musculares, assim como pela presença da atividade reflexa.
O corpo humano é composto de componentes biomecânicos combinados para produzir posturas e movimentos variados.
Ao analisarmos os componentes da postura do cavaleiro montado, teremos uma base de referencia para determinarmos quais as compensações e ou desvios nossos pacientes podem estar adotando na Equoterapia e como podemos intervir para solução do problema. O foco específico da intervenção, não somente deve ser solucionado a partir dos problemas presentes, mas também no processo de estabelecimento do problema, devendo-se avaliar e especificar qual ou quais segmentos musculoesqueléticos estão envolvidos na disfunção da atividade.
Neste estudo proponho demonstrar a relevância dos recursos terapêuticos complementares como: Theratog e Wraps, Kinesio Tapping, splints e órteses utilizados pelo Conceito Neuroevolutivo Bobath durante o atendimento na Equoterapia junto aos pacientes portadores de Disfunção Neuromotora objetivando a organização biomecânica durante a montaria e consequentemente a potencialização dos benefícios neuromotores.
É importante ressaltar que para melhor compreensão desse estudo faz-se necessário a explanação dos objetivos específicos relativos aos recursos utilizados.

## Educação/reeducação
Este programa pode ser aplicado tanto na área de saúde quanto na de educação/reeducação.
Neste caso o praticante tem condições de exercer alguma atuação sobre o cavalo e pode até conduzi-lo, dependendo em menor grau do auxiliar-guia e do auxiliar lateral.
A ação dos profissionais de equitação tem mais intensidade, embora os exercícios devam ser programados por toda a equipe, segundo os objetivos a serem alcançados.
O cavalo continua propiciando benefícios pelo seu movimento tridimensional e multidirecional e o praticante passa a interagir com o animal e o meio com intensidade. Ainda não pratica equitação e/ou hipismo.
O cavalo atua como instrumento pedagógico.Fonte ANDE-BRASIL 2009.

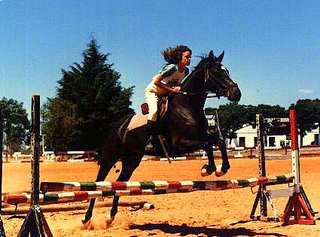
o esporte

## Programa Prática Esportiva
Este programa tem como finalidade preparar a pessoa com deficiência para competições paraequestres com os seguintes objetivos:
- prazer pelo esporte enquanto estimulador de efeitos terapêuticos;
- melhoria da auto-estima, autoconfiança e da qualidade de vida;
- inserção social;
- preparar atletas de alta performance.

Este programa abre caminho para competições paraequestres tais como:


### Hipismo adaptado
É uma modalidade de competição, dentro de um conceito festivo, adaptada ao praticante de equoterapia, normatizada, coordenada, em âmbito nacional pela Associação Nacional de Desportes para Deficientes e que já realiza competições desta modalidade.

### Paralimpíadas
As paralimpíadas são organizadas paralelamente às Olimpíadas e que se destinam às pessoas com deficiência física. Nela, os atletas competem em provas olímpicas em particular no “adestramento paralímpico”. É regulada pela Federação Equestre Internacional (FEI) e no Brasil pela Confederação Brasileira de Hipismo (C-BH), em parceria com o Comitê Paralímpico Brasileiro.

As olimpíadas especiais, criada para pessoas com deficiência mental que buscam somente a participação e não a alta performance. Esta modalidade está sendo regulamentada pela SPECIAL OLYMPICS BRASIL.

VOLTEIO EQUESTRE ADAPTADO, são exercícios realizados sobre o cavalo que se movimenta em círculos, conduzido por um cavaleiro por intermédio de uma “guia longa”. Deverá ser regulamentado pela FEI, tornando-se, portanto, mais uma modalidade Paralímpica. O Volteio Eqüestre Adaptado, provavelmente terá um progresso bem maior que o Adestramento Paralímpico, pelos seguintes motivos:
- Poderá ser praticado individualmente, em dupla e o mais importante, em equipe;
- A utilização de um mesmo cavalo por várias equipes, tornando a competição mais fácil de organizar e mais econômica em relação ao Adestramento;
- O número de atletas beneficiados pela competição será bem maior, reforçando os conceitos de colaboração, respeito e espírito de equipe. Fonte ANDE-BRASIL 2009.

É importante ressaltar que toda a equipe atua em todos os programas de forma direta ou indireta. É tarefa dos componentes da equipe:
- Opinar nos processos de inclusão.
- Detectar estágios ou fases de transição entre um programa e outro.
- Promover e acompanhar o praticante em programas mais adiantados.
- Aconselhar exclusão ou alta do programa terapêutico equestre.
- Prestar consultoria nos diversos estágios de adequação aos programas.

### Aspectos em que se insere
O praticante, para ser incluído no programa equoterapêutico, deve passar por exames médicos e avaliações no aspecto nos aspectos da saúde, educação e social. Entende-se que estão inseridos nos aspectos de (FRANCI Elisabeth 2003):
- Saúde: indivíduos com alterações físicas, psicológicas e/ou mentais.
- Educação: indivíduos com distúrbios de aprendizagem de diversas origens.
- Social: indivíduos com dificuldades em quesitos sociais como proteção, promoção, prevenção e inclusão. Problemas nestes quesitos influenciam diretamente na cidadania, através da exclusão social, impossibilidade de escolaridade e inexperiência para o mercado de trabalho. São considerados o contexto familiar e comunitário.
- Esportivo: indivíduos com ou sem distúrbios que desejam fazer da equitação o esporte de sua escolha.